# سرود خاک
سرود خاک، نام یک مجموعهٔ تلویزیونی، محصول شبکه پنج در سال ۱۳۸۳ است. نویسندهٔ مجموعه، علیرضا اسحاقی است که آن را براساس طرح و خاطره ای از کارگردان، جواد مزد آبادی، نوشته است. حدود ۶۰ درصد سریال در دوکوهه، کرخه و نخلستان‌های اهواز تصویربرداری شده است. تهیه کننده این سریال محمدرضا شفیعی است. از بازیگران این مجموعه می‌توان به حسین سلیمانی، آریو متوقع، محسن قاضی مرادی، علیرضا اوسیوند، حسن مؤذنی، علی سلیمانی، فاطمه طاهری، فریده دریامج، فریبا طاهری، حسین خانی بیگ، سیدجلال طباطبایی، سیدمحسن نبوی، علی استادی، پرویز محمدیان، سعید نورالهی و رضا فرهادی اشاره کرد.

## داستان
سرود خاک، داستان گروهی از کودکان را روایت می‌کند که با ابلاغ آموزش و پرورش برای اعزام گروه‌های سرود برتر دانش آموزی به جبهه و دادن روحیه به رزمنده‌ها خود را برای رفتن به منطقه آماده می‌کنند؛ اما گرفتن رضایت نامه از پدر و مادر به عنوان شرط لازم رفتن به منطقه برای آنها مشکل ساز می‌شود. بین آنهایی که موفق به گرفتن رضایت نامه می‌شوند و آنهایی که نمی‌شوند، دودستگی پیش می‌آید و بالاخره گروهی از آنها عازم جبهه می‌شوند. در آنجا نیز با مشکلات فراوانی روبه رو می‌شوند و حتی با عبور از میدان مین خودشان را به رزمنده‌ها می‌رسانند اما متوجه می‌شوند که نه تنها آنها نیازی به روحیه ندارند بلکه خود آنها باید از رزمنده‌ها روحیه بگیرند و بدین ترتیب شعر جدیدی برای سرود آنها شکل می‌گیرد که نام آن را «سرود خاک» می‌گذارند…